# Giải vô địch điền kinh thế giới 2019
Giải vô địch điền kinh thế giới IAAF 2019 (tiếng Ả Rập: [بطولة العالم لألعاب القوى]) là giải thứ mười bảy của cuộc thi điền kinh toàn thế giới được tổ chức hai năm một lần, tổ chức bởi Liên đoàn điền kinh quốc tế (IAAF). Giải đấu được tổ chức từ ngày 27 tháng 9 đến ngày 6 tháng 10 năm 2019 tại Doha, Qatar, tại Sân vận động Quốc tế Khalifa, với 21.000 chỗ ngồi. Gần 2.000 vận động viên đến từ 209 quốc gia đã thi đấu tổng cộng 49 sự kiện thể thao trong cuộc thi kéo dài mười ngày, bao gồm 24 sự kiện cho nam và 24 cho nữ, cộng với sự kiện thi hỗn hợp. Có 43 sự kiện điền kinh trong sân vận động, 4 sự kiện đi bộ và 2 sự kiện chạy đường trường marathon. Các sự kiện đi bộ và marathon được tổ chức tại Doha Corniche.
Đây là phiên bản đầu tiên của cuộc thi dưới tên thương hiệu World Athletics Championships, trước đây được gọi là World Championships in Athletics (Giải vô địch thế giới về điền kinh). Đây là lần đầu tiên cuộc thi diễn ra ở Trung Đông và cũng là lần đầu tiên nó được tổ chức vào tháng Mười. Do khí hậu nóng bức, các sự kiện không tổ chức vào buổi sáng mà được tổ chức vào cuối buổi chiều trở đi. Các sự kiện đường dài đã được tổ chức vào khoảng nửa đêm theo giờ địa phương. Lần đầu tiên các nhà tài trợ của các đội tuyển quốc gia được phép quảng cáo trên các bộ vật dụng mà các vận động viên thi đấu. Các vận động viên thi đấu tại Doha chỉ trích việc thiếu khán giả, bầu không khí cỗ vũ không có sự cuồng nhiệt, khí hậu nóng bức, vấn đề thời gian của các sự kiện, và đặt câu hỏi tại sao Doha được trao giải vô địch.

## Tổ chức

### Lựa chọn thành phố tổ chức
Ba thành phố bước vào quá trình đấu thầu để tổ chức sự kiện này. Việc đánh giá hồ sơ dự thầu được thực hiện bởi Ủy ban Đánh giá IAAF, bao gồm ba Thành viên Hội đồng IAAF (Phó Chủ tịch IAAF Sebastian Coe, Abby Hoffman và Katsuyuki Tanaka), ba thành viên Văn phòng IAAF (Essar Gabriel, Nick Davies, Paul Hardy) và nhân viên quan hệ công chúng từ Dentsu (Junko Shiota, Ryo Wakabayashi) và nhân viên tiếp thị từ Athletics Management & Services (Nigel Swinscoe).

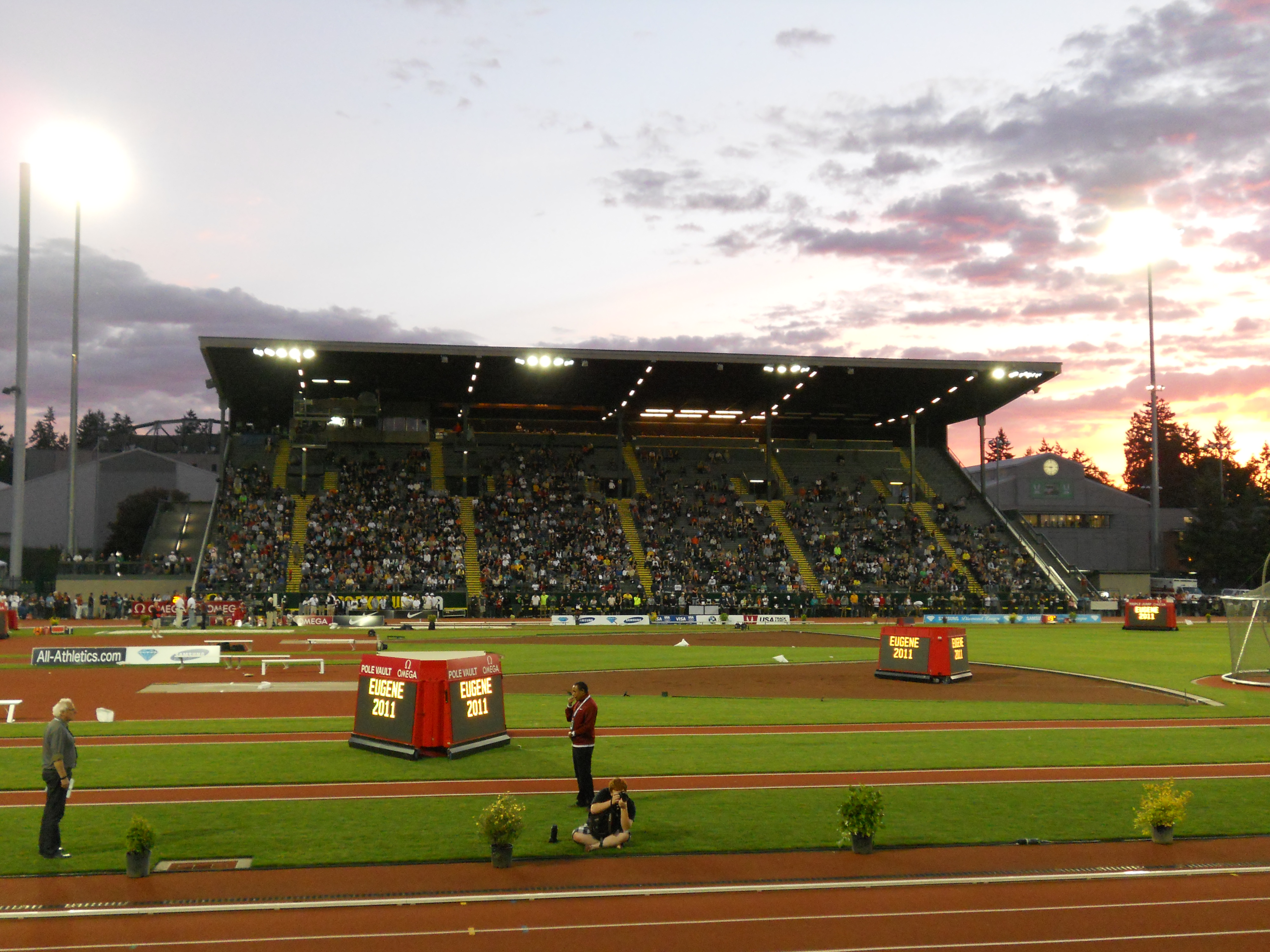
Hayward Field, sân vận động ở Eugene, không giành được quyền tổ chức vào năm 2019 nhưng đạt được quyền tổ chức sự kiện 2021.

Cả Doha và Eugene đều là chủ nhà của các cuộc họp của Liên đoàn kim cương IAAF (IAAF Diamond League). Doha trước đây đã đăng ký đấu thầu và không giành được việc tổ chức Giải vô địch thế giới về điền kinh 2017, họ đã từng tổ chức Giải vô địch điền kinh trong nhà thế giới IAAF 2010 (2010 IAAF World Indoor Championships). Sheikh Saoud bin Abdulrahman Al Thani, một thành viên của gia tộc cầm quyền Qatar đã dẫn đầu cuộc đấu thầu Doha. Eugene đã tổ chức Giải vô địch thế giới thiếu niên thế giới 2014 về điền kinh. Barcelona đã tổ chức Giải vô địch thiếu niên thế giới năm 2012 về điền kinh và Giải vô địch điền kinh châu Âu năm 2010, cũng như giải vô địch quốc tế Míting Internacional d´Atletisme Ciutat de Barcelona hàng năm. Việc lựa chọn cuối cùng của thành phố chủ nhà được thực hiện vào ngày 18 tháng 11 năm 2014 tại Monaco.
| Thành phố | Nước        | Vòng 1 | Vòng 2 |
| --------- | ----------- | ------ | ------ |
| Doha      | Qatar       | 12     | 15     |
| Eugene    | Mỹ          | 9      | 12     |
| Barcelona | Tây Ban Nha | 6      | —      |

Barcelona đã bị loại trong vòng bỏ phiếu đầu tiên, chỉ nhận được 6 trong số 27 phiếu, sau đó Doha đã thắng trong vòng cuối cùng với 15 phiếu so với 12 phiếu của Eugene. Chủ tịch IAAF nói rằng thắng thầu Doha sẽ phát triển đất nước và cộng đồng dân cư thông qua thể thao. José María Odriozola, chủ tịch Liên đoàn điền kinh Hoàng gia Tây Ban Nha nói rằng cuộc đấu giá tồi tệ nhất đã giành được phiếu bầu và "điều duy nhất họ có là tiền".
IAAF sau đó đã trao cho Eugene quyền đăng cai Giải vô địch điền kinh thế giới năm 2021 mà không cần nộp quy trình đấu thầu - một động thái bị chỉ trích bởi chủ tịch điền kinh châu Âu Svein Arne Hansen khi Gothenburg đang chuẩn bị đấu thầu. Quyết định này trở thành mục tiêu điều tra của Cục Điều tra và Dịch vụ Doanh thu Nội bộ Liên bang. Người đứng đầu Ủy ban Đánh giá 2017, Sebastian Coe, đã bị BBC điều tra vì mâu thuẫn lợi ích, vì các email cho thấy ông đã vận động Chủ tịch IAAF Lamine Diack ủng hộ Eugene đấu thầu, trong khi làm việc cho Nike, Inc., một bên có liên quan Oregon.
Năm 2016, tờ báo Le Monde của Pháp đưa tin việc lựa chọn chủ nhà sẽ được trả với 3,5 triệu đô la Mỹ được chuyển từ tháng 10 đến tháng 11 năm 2011 theo cơ quan thuế của Hoa Kỳ, cho Papa Massata Diack, con trai của Lamine Diack (cựu chủ tịch của IAAF). Năm 2019, The Guardian cho biết các tài liệu cho thấy một thỏa thuận trả 4,5 triệu đô la Mỹ cho Sporting Age, một công ty có trụ sở tại Singapore liên kết với Papa Massata Diack, để chuyển giá trị bán vé và tài trợ cho Giải vô địch thế giới cho các quan chức Qatari. Năm 2019, các công tố viên Pháp buộc tội một số nhân vật chính vì tham nhũng: người đứng đầu beIN Sports Yousef Al-Obaidly, cựu chủ tịch của IAAF Lamine Diack, người đứng đầu Paris Saint Germain Nasser Al-Khelaifi. Một thẩm phán người Pháp đã mở các cuộc điều tra về Dentsu và Athletics Management & Services vào năm 2019, trên cơ sở các công ty (đã tham gia vào đánh giá thành phố chủ nhà) đã đóng vai trò quan trọng trong việc chuyển tiền cho Papa Massata Diack.
Việc chọn Doha làm thành phố chủ nhà sau đó đã bị chỉ trích bởi nhiều vận động viên có mặt tại giải vô địch. Volha Mazuronak, vận động viên điền kinh Marathon cho biết các nhà tổ chức đã thiếu tôn trọng các vận động viên để họ thi đấu trong điều kiện khắc nghiệt và nhà vô địch đi bộ thế giới 50 km Yohann Diniz không hài lòng vì các sự kiện trên đường không được đặt trong sân vận động máy lạnh. Người giữ kỷ lục thế giới Decathlon Kevin Mayer cho biết các nhà tổ chức đã không ưu tiên các vận động viên liên quan đến khí hậu và lượng khán giả tham dự thấp. Để đáp ứng với sự tham dự thấp, sức chứa của sân vận động đã giảm xuống còn 21.000 với các biểu ngữ lớn che kín các ghế trống, nhưng vào ngày thứ ba, chưa đến một nửa số ghế này được lấp đầy mặc dù ban tổ chức tặng vé miễn phí cho công nhân và trẻ em nhập cư. Để đối phó với vấn đề này, Giám đốc điều hành của IAAF Jon Ridgeon đã làm việc với các nhà tổ chức địa phương để thực hiện các biện pháp tăng cường tham dự. Ridgeon cho rằng các phiên họp được tổ chức vào buổi tối muộn cho khán giả truyền hình châu Âu, điều đó có nghĩa là người Qatar đang làm việc đã về nhà trước khi trận chung kết sự kiện cuối cùng bắt đầu (khoảng 11 giờ tối giờ địa phương). Ông cũng cho biết kế hoạch của IAAF là dành cho các giải vô địch phục vụ người dân trên khắp Trung Đông, nhưng cuộc khủng hoảng ngoại giao Qatar đã chặn người từ các quốc gia khác trong khu vực tham dự. Ba ngày trước cuộc thi, có báo cáo rằng 50.000 vé đã được bán cho sự kiện 10 ngày, báo hiệu giảm 90% doanh số so với Giải vô địch thế giới năm 2017. Để đáp lại, các nhà tổ chức địa phương đã mua vé và phân phát chúng miễn phí để đảm bảo sự tham dự đáng kể, đồng thời đưa ra sáng kiến cho phép khán giả vào sân vận động và lấp đầy chỗ trống của các thành viên khán giả rời khỏi giữa phiên thi.
Vấn đề nhân quyền ở Qatar cũng được đặt ra khi hơn 6000 lao động nhập cư, một số người tham gia xây dựng và làm sạch sân vận động đã gửi khiếu nại về tiền lương chưa trả của công ty Qatari. Chủ tịch IAAF Coe trả lời rằng giải vô địch là một cách để đạt được sự thay đổi xã hội và "vượt lên trên các cấu trúc thượng tầng chính trị".

### Địa điểm
Quyết định tổ chức Giải vô địch điền kinh thế giới ở Trung Đông đã đưa ra những thách thức về tổ chức do khí hậu nóng ẩm ở Doha vào tháng 9 và tháng 10. Trong những năm trước, Giải vô địch thế giới chủ yếu là các cuộc thi vòng loại trong các buổi sáng và trận chung kết chủ yếu là vào các buổi chiều. Điều kiện thời tiết có nghĩa là sự sắp xếp truyền thống không thể thực hiện được và tại Doha lịch trình được thiết kế lại để có "buổi trước" vào buổi chiều và "phiên chính" vào buổi tối. Sân vận động Quốc tế Khalifa đã sử dụng một hệ thống điều hòa không khí làm giảm nhiệt độ của sân vận động xuống dưới 25 °C (77 °F), lần đầu tiên trên thế giới cho một sân vận động.
Phối hợp với Seiko, chế độ xem camera của starting blocks đã được phát từ Block Cam của Sân vận động Quốc tế Khalifa. Các vấn đề của chúng là chủ đề khiếu nại của Hiệp hội Điền kinh Đức, cho biết các vận động viên chạy nước rút của nó đã không được tư vấn về việc phát sóng các hình ảnh. IAAF đồng ý chỉ hiển thị hình ảnh Block Cam của các vận động viên ngay trước phát súng lục được bắn và xóa dữ liệu video vào các thời điểm khác hàng ngày. Gina Lückenkemper nói rằng công nghệ này là "khó chịu" khi nó chụp được những hình ảnh gần gũi của các vận động viên mặc quần áo bó sát. Sân vận động cũng có hệ thống chiếu sáng tiên tiến, được sử dụng trong phần giới thiệu một số trận chung kết sự kiện, chiếu các vạch màu lên ranh giới làn đường và tên của vận động viên thi đấu di chuyển quanh đường đua 400 m. Chi tiết đồ họa mới về hiệu suất của vận động viên đã được cung cấp trên truyền hình, bao gồm tốc độ tối đa của vận động viên trong các sự kiện theo dõi và nhảy, góc và tốc độ phát hành trong các cú ném, và khoảng cách của mỗi pha nhảy ba lần.
Các sự kiện đi bộ và chạy đường trường marathon ngoài sân vận động đã được tổ chức trên một vòng quanh Doha Corniche - một lối đi dạo dọc bờ biển dài 7 km (4,3 dặm). Các nhà tổ chức đặt thời gian thi đấu bắt đầu vào khoảng nửa đêm theo giờ địa phương để tránh các điều kiện nóng nhất, mặc dù cuộc đua marathon của phụ nữ vẫn thi trong điều kiện nhiệt độ 32 °C (90 °F) và độ ẩm trên 70%. IAAF và các nhà tổ chức địa phương đã tiến hành chuẩn bị cho các điều kiện thi đấu bằng cách tuyển dụng các chuyên gia y tế cũng như chuẩn bị nước và thức uống giải khát, tắm nước đá và hỗ trợ y tế dọc theo tuyến đường. Đồng thời đã gửi thông báo tư vấn cho tất cả các liên đoàn quốc gia trong sáu tháng trước cuộc thi với các khuyến nghị cho các vận động viên. Tuy nhiên, việc hoãn các sự kiện vì sự cố được coi là giải pháp cuối cùng. Chủ tịch IAAF Sebastian Coe cho hay độ ẩm là một thách thức lớn hơn đối với người chạy bộ so với nhiệt độ.
Sân vận động Khalifa đã tổ chức Giải vô địch điền kinh châu Á 2019 vào tháng 4 trước khi sự kiện thế giới diễn ra.
Đối với mục đích tập luyện và khởi động, một địa điểm ngoài trời gắn liền với Sân vận động Khalifa có sẵn cho các vận động viên trong các sự kiện chạy và nhảy, trong khi tất cả các vận động viên (bao gồm các sự kiện ném) có đầy đủ các cơ sở đào tạo tại địa điểm Câu lạc bộ Thể thao Qatar gần Doha Corniche. Tại Aspire Zone, các cơ sở đào tạo trong nhà để chạy và nhảy, và một địa điểm đào tạo ném ngoài trời riêng biệt cũng có sẵn để phục vụ.

#### Địa điểm của Giải vô địch điền kinh thế giới 2019

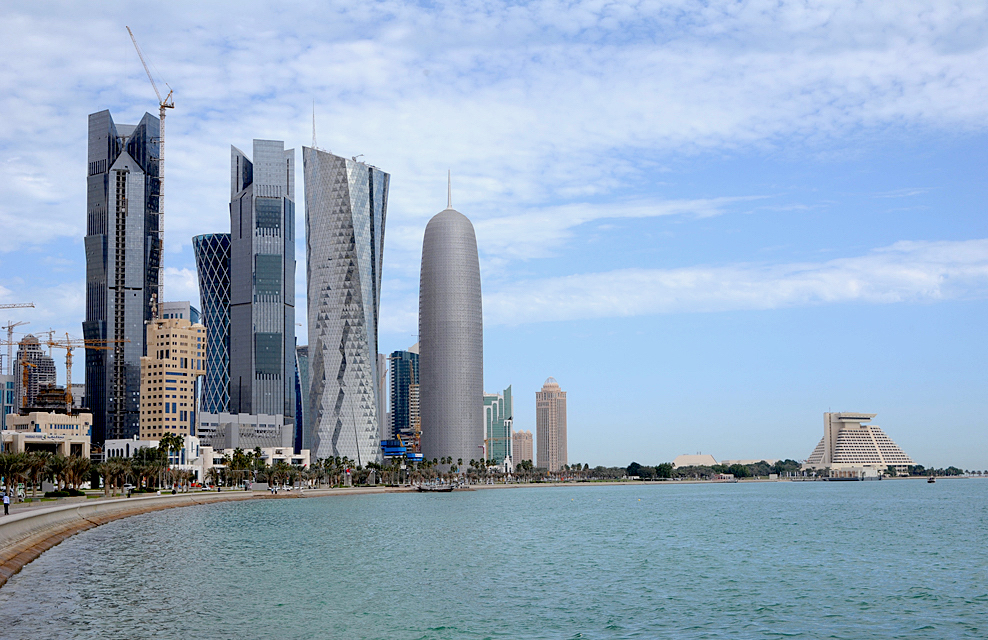
Quang cảnh của Doha Corniche, đó là tuyến đường cho các cuộc đua marathon và đi bộ.

### Linh vật
Linh vật của sự kiện là "Falah", một con chim ưng hình người mặc trang phục thể thao màu hạt dẻ của lá cờ Qatar. Linh vật được thiết kế bởi một người nước ngoài người Philippines sống ở Doha, Theodore Paul Manuel, thiết kế của anh đã được công bố chiến thắng trong cuộc thi thiết kế vào ngày thể thao quốc gia của Qatar. Hai mươi mốt bản phác thảo đã được gửi và một nhóm thanh niên Qatar được mời bỏ phiếu cho các thiết kế yêu thích của họ. Sau đó, người đứng đầu Ủy ban Olympic Qatar Joaan bin Hamad bin Khalifa Al Thani và các thành viên của ban tổ chức địa phương đã thu hẹp các lựa chọn xuống một danh sách rút gọn gồm ba người để bỏ phiếu cuối cùng.

## Tiêu chuẩn đầu vào
IAAF thông báo rằng các vận động viên sẽ đủ điều kiện theo vị trí Xếp hạng Thế giới IAAF, thẻ đại diện (nhà vô địch thế giới trị vì hoặc nhà vô địch IAAF Diamond League 2019) hoặc bằng cách đạt được tiêu chuẩn nhập cảnh. Sau những chỉ trích rằng phương pháp định tính bị sai lệch, IAAF trở lại phương pháp định tính truyền thống của họ. Thời gian đủ điều kiện cho 10.000 mét, marathon, đi bộ, tiếp sức và các sự kiện kết hợp diễn ra từ ngày 7 tháng 3 năm 2018 đến ngày 6 tháng 9 năm 2019. Đối với tất cả các sự kiện khác, giai đoạn vòng loại diễn ra từ ngày 7 tháng 9 năm 2018 đến ngày 6 tháng 9 năm 2019. Wild Card gồm:
- Nhà vô địch thế giới về điền kinh năm 2017
- Người chiến thắng của IAAF Diamond League 2019
- Nhà lãnh đạo (tại ngày kết thúc thời gian đủ điều kiện):
  - Thử thách ném búa của IAAF
  - Thử thách đi bộ đua IAAF
  - Thử thách sự kiện kết hợp IAAF

Các quốc gia không có nam hoặc không có vận động viên nữ nào đạt được Tiêu chuẩn đầu vào hoặc được coi là đã đạt được Tiêu chuẩn nhập cảnh (xem ở trên) hoặc đội tiếp sức đủ điều kiện, có thể tham gia Giải dành cho vận động viên nam không đủ tiêu chuẩn, hoặc vận động viên nữ không đủ tiêu chuẩn (trừ Sự kiện trên đường và Sự kiện thực địa, Sự kiện kết hợp, Steeplechase 10.000 m và 3000 m).
| Sự kiện                      | Nam                                                | Số  | Nữ                                                 | Số  |
| ---------------------------- | -------------------------------------------------- | --- | -------------------------------------------------- | --- |
| 100 mét                      | 10.10                                              | 48  | 11.24                                              | 48  |
| 200 mét                      | 20.40                                              | 56  | 23.02                                              | 56  |
| 400 mét                      | 45.30                                              | 48  | 51.80                                              | 48  |
| 800 mét                      | 1:45.80                                            | 48  | 2:00.60                                            | 48  |
| 1500 mét (Chạy dặm)          | 3:36.00 (3:53.10)                                  | 45  | 4:06.50 (4:25.20)                                  | 45  |
| 5000 mét                     | 13:22.50                                           | 42  | 15:22.00                                           | 42  |
| 10,000 mét                   | 27:40.00                                           | 27  | 31:50.00                                           | 27  |
| Marathon                     | 2:16:00                                            | 100 | 2:37:00                                            | 100 |
| 3000 mét vượt dốc            | 8:29.00                                            | 45  | 9:40.00                                            | 45  |
| 110/100 mét vượt rào         | 13.46                                              | 40  | 12.98                                              | 40  |
| 400 mét vượt rào             | 49.30                                              | 40  | 56.00                                              | 40  |
| Nhảy cao                     | 2.30 m (7 ft 61⁄2 in)                              | 32  | 1.94 m (6 ft 41⁄4 in)                              | 32  |
| Nhảy sào                     | 5.71 m (18 ft 83⁄4 in)                             | 32  | 4.56 m (14 ft 111⁄2 in)                            | 32  |
| Nhảy xa                      | 8.17 m (26 ft 91⁄2 in)                             | 32  | 6.72 m (22 ft 01⁄2 in)                             | 32  |
| Nhảy xa ba bước              | 16.95 m (55 ft 71⁄4 in)                            | 32  | 14.20 m (46 ft 7 in)                               | 32  |
| Đẩy tạ                       | 20.70 m (67 ft 103⁄4 in)                           | 32  | 18.00 m (59 ft 01⁄2 in)                            | 32  |
| Ném đĩa                      | 65.00 m (213 ft 3 in)                              | 32  | 61.20 m (200 ft 91⁄4 in)                           | 32  |
| Ném búa                      | 76.00 m (249 ft 4 in)                              | 32  | 71.00 m (232 ft 111⁄4 in)                          | 32  |
| Ném lao                      | 83.00 m (272 ft 31⁄2 in)                           | 32  | 61.50 m (201 ft 91⁄4 in)                           | 32  |
| Decathlon/Heptathlon         | 8200                                               | 24  | 6300                                               | 24  |
| 20 km đi bộ                  | 1:22:30                                            | 30  | 1:33:30                                            | 30  |
| 50 km đi bộ                  | 3:59:00                                            | 50  | 4:30:00                                            | 30  |
| 4 × 100 mét tiếp sức         | Top 10 @ 2019 IAAF World Relays + 6 from Top Lists | 16  | Top 10 @ 2019 IAAF World Relays + 6 from Top Lists | 16  |
| 4 × 400 mét tiếp sức         | Top 10 @ 2019 IAAF World Relays + 6 from Top Lists | 16  | Top 10 @ 2019 IAAF World Relays + 6 from Top Lists | 16  |
| 4 × 400 mét tiếp sức hỗn hợp | Top 12 @ 2019 IAAF World Relays + 4 from Top Lists | 16  | Top 12 @ 2019 IAAF World Relays + 4 from Top Lists | 16  |

### Số mục tiêu
Vào cuối giai đoạn vòng loại, Bảng xếp hạng thế giới IAAF 2019 được công bố vào ngày 6 tháng 9 năm 2019 đã được sử dụng để mời thêm các vận động viên đến Giải vô địch thế giới, nơi mà số lượng vận động viên mục tiêu đã không đạt được cho sự kiện đó thông qua các phương pháp khác. Tối đa ba vận động viên mỗi quốc gia trong các sự kiện cá nhân không bị ảnh hưởng bởi quy tắc này. Các hiệp hội điền kinh quốc gia vẫn có quyền xác nhận hoặc từ chối các lựa chọn vận động viên thông qua phương pháp này. Trong trường hợp các vận động viên xếp hạng cao nhất đến từ một quốc gia đã có từ ba người đăng ký tham gia sự kiện trở lên, hoặc khi hiệp hội quốc gia từ chối một người đăng ký, vận động viên xếp hạng cao nhất tiếp theo đủ điều kiện để tham gia qua bảng xếp hạng thế giới.
| Giới tính | Sự kiện            | 27 Tháng 9 | 28 Tháng 9 | 29 Tháng 9 | 30 Tháng 9 | 1 Tháng 10 | 2 Tháng 10 | 3 Tháng 10 | 4 Tháng 10 | 5 Tháng 10 | 6 Tháng 10 |
| --------- | ------------------ | ---------- | ---------- | ---------- | ---------- | ---------- | ---------- | ---------- | ---------- | ---------- | ---------- |
| Nam       | 100 m              | P          | S          |            |            |            |            |            |            |            |            |
| Nam       | 100 m              | H          | F          |            |            |            |            |            |            |            |            |
| Nam       | 200 m              |            |            | H          | S          | F          |            |            |            |            |            |
| Nam       | 400 m              |            |            |            |            | H          | S          |            | F          |            |            |
| Nam       | 800 m              |            | H          | S          |            | F          |            |            |            |            |            |
| Nam       | 1500 m             |            |            |            |            |            |            | H          | S          |            | F          |
| Nam       | 5000 m             | H          |            |            | F          |            |            |            |            |            |            |
| Nam       | 10.000 m           |            |            |            |            |            |            |            |            |            | F          |
| Nam       | Marathon           |            |            |            |            |            |            |            |            | F          |            |
| Nam       | 3000 m vượt dốc    |            |            |            |            | H          |            |            | F          |            |            |
| Nam       | 110 m vượt rào     |            |            |            | H          |            | S          |            |            |            |            |
| Nam       | 110 m vượt rào     | F          |            |            | H          |            |            |            |            |            |            |
| Nam       | 400 m vượt rào     | H          | S          |            | F          |            |            |            |            |            |            |
| Nam       | Decathlon          |            |            |            |            |            | F          | F          |            |            |            |
| Nam       | Nhảy cao           |            |            |            |            | Q          |            |            | F          |            |            |
| Nam       | Nhảy sào           |            | Q          |            |            | F          |            |            |            |            |            |
| Nam       | Nhảy xa            | Q          | F          |            |            |            |            |            |            |            |            |
| Nam       | Nhảy xa ba bước    | Q          |            | F          |            |            |            |            |            |            |            |
| Nam       | Đẩy tạ             |            |            |            |            |            |            | Q          |            | F          |            |
| Nam       | Ném đĩa            |            | Q          |            | F          |            |            |            |            |            |            |
| Nam       | Ném búa            |            |            |            |            | Q          | F          |            |            |            |            |
| Nam       | Ném lao            |            |            |            |            |            |            |            |            | Q          | F          |
| Nam       | 20 km đi bộ        |            |            |            |            |            |            |            | F          |            |            |
| Nam       | 50 km đi bộ        |            | F          |            |            |            |            |            |            |            |            |
| Nam       | 4 × 100 m tiếp sức |            |            |            |            |            |            |            | H          | F          |            |
| Nam       | 4 × 400 m tiếp sức |            |            |            |            |            |            |            |            | H          | F          |
| Nữ        | 100 m              |            | H          | S          |            |            |            |            |            |            |            |
| Nữ        | 100 m              | F          | H          |            |            |            |            |            |            |            |            |
| Nữ        | 200 m              |            |            |            | H          | S          | F          |            |            |            |            |
| Nữ        | 400 m              |            |            |            | H          | S          |            | F          |            |            |            |
| Nữ        | 800 m              | H          | S          |            | F          |            |            |            |            |            |            |
| Nữ        | 1500 m             |            |            |            |            |            | H          | S          |            | F          |            |
| Nữ        | 5000 m             |            |            |            |            |            | H          |            |            | F          |            |
| Nữ        | 10,000 m           |            | F          |            |            |            |            |            |            |            |            |
| Nữ        | Marathon           | F          |            |            |            |            |            |            |            |            |            |
| Nữ        | 3000 m vượt dốc    | H          |            |            | F          |            |            |            |            |            |            |
| Nữ        | 100 m vượt rào     |            |            |            |            |            |            |            |            | H          | S          |
| Nữ        | 100 m vượt rào     | F          |            |            |            |            |            |            |            | H          |            |
| Nữ        | 400 m vượt rào     |            |            |            |            | H          | S          |            | F          |            |            |
| Nữ        | Heptathlon         |            |            |            |            |            | F          | F          |            |            |            |
| Nữ        | Nhay cao           | Q          |            |            | F          |            |            |            |            |            |            |
| Nữ        | Nhảy sào           | Q          |            | F          |            |            |            |            |            |            |            |
| Nữ        | Nhảy xa            |            |            |            |            |            |            |            |            | Q          | F          |
| Nữ        | Nhảy xa ba bước    |            |            |            |            |            |            | Q          |            | F          |            |
| Nữ        | Đẩy tạ             |            |            |            |            |            | Q          | F          |            |            |            |
| Nữ        | Ném đĩa            |            |            |            |            |            | Q          |            | F          |            |            |
| Nữ        | Ném búa            | Q          | F          |            |            |            |            |            |            |            |            |
| Nữ        | Ném lao            |            |            |            | Q          | F          |            |            |            |            |            |
| Nữ        | 20 km đi bộ        |            |            | F          |            |            |            |            |            |            |            |
| Nữ        | 50 km đi bộ        |            | F          |            |            |            |            |            |            |            |            |
| Nữ        | 4 × 100 m tiếp sức |            |            |            |            |            |            |            | H          | F          |            |
| Nữ        | 4 × 400 m tiếp sức |            |            |            |            |            |            |            |            | H          | F          |
| Hỗn hợp   | 4 × 400 m tiếp sức |            | H          | F          |            |            |            |            |            |            |            |

## Kết quả

### Nam

#### Track
Bản mẫu:Athletics championships navigation
| Sự kiện | Vàng | Vàng           | Bạc | Bạc         | Đồng                                                                                                 | Đồng       |
| --- | --- | -------------- | --- | ----------- | --- | ---------- |
| 100 m | Christian Coleman Hoa Kỳ (Hoa Kỳ)                                                                                        | 9.76 WL        | Justin Gatlin Hoa Kỳ (Hoa Kỳ) | 9.89        | Andre De Grasse Canada (CAN)                                                                         | 9.90 PB    |
| 200 m | Noah Lyles Hoa Kỳ (Hoa Kỳ)                                                                                               | 19.83          | Andre De Grasse Canada (CAN) | 19.95       | Álex Quiñónez Ecuador (ECU)                                                                          | 19.98      |
| 400 m | Steven Gardiner Bahamas (BAH)                                                                                            | 43.48 NR       | Anthony Zambrano Colombia (COL) | 44.15 AR    | Fred Kerley Hoa Kỳ (Hoa Kỳ)                                                                          | 44.17      |
| 800 m | Donavan Brazier Hoa Kỳ (Hoa Kỳ)                                                                                          | 1:42.34 CR, AR | Amel Tuka Bosna và Hercegovina (BIH) | 1:43.47 SB  | Ferguson Cheruiyot Rotich Kenya (KEN)                                                                | 1:43.82    |
| 1500 m | Timothy Cheruiyot Kenya (KEN)                                                                                            | 3:29.26        | Taoufik Makhloufi Algérie (ALG) | 3:31.38 SB  | Marcin Lewandowski Ba Lan (POL)                                                                      | 3:31.46 NR |
| 5000 m | Muktar Edris Ethiopia (ETH)                                                                                              | 12:58.85 SB    | Selemon Barega Ethiopia (ETH) | 12:59.70    | Mohamed Ahmed Canada (CAN)                                                                           | 13:01.11   |
| 10,000 m | Joshua Cheptegei Uganda (UGA)                                                                                            | 26:48.36 WL    | Yomif Kejelcha Ethiopia (ETH) | 26:49.34 PB | Rhonex Kipruto Kenya (KEN)                                                                           | 26:50.32   |
| Marathon | Lelisa Desisa Ethiopia (ETH)                                                                                             | 2:10:40 SB     | Mosinet Geremew Ethiopia (ETH) | 2:10:44     | Amos Kipruto Kenya (KEN)                                                                             | 2:10:51    |
| 110 m vượt rào | Grant Holloway Hoa Kỳ (Hoa Kỳ)                                                                                           | 13.10          | Sergey Shubenkov Bản mẫu:Country data ANA [[Bản mẫu:Country data ANA tại Giải vô địch điền kinh thế giới 2019\|Bản mẫu:Country data ANA]] (ANA) | 13.15       | Pascal Martinot-Lagarde Pháp (FRA)Orlando Ortega Tây Ban Nha (ESP)                                   | 13.1813.30 |
| 400 m vượt rào | Karsten Warholm Na Uy (NOR)                                                                                              | 47.42          | Rai Benjamin Hoa Kỳ (Hoa Kỳ) | 47.66       | Abderrahman Samba Qatar (QAT)                                                                        | 48.03      |
| 3000 m vượt dốc | Conseslus Kipruto Kenya (KEN)                                                                                            | 8:01.35 WL     | Lamecha Girma Ethiopia (ETH) | 8:01.36 NR  | Soufiane El Bakkali Maroc (MAR)                                                                      | 8:03.76 SB |
| 20 km đi bộ | Toshikazu Yamanishi Nhật Bản (JPN)                                                                                       | 1:26.34        | Vasiliy Mizinov Bản mẫu:Country data ANA [[Bản mẫu:Country data ANA tại Giải vô địch điền kinh thế giới 2019\|Bản mẫu:Country data ANA]] (ANA)  | 1:26.49     | Perseus Karlström Thụy Điển (SWE)                                                                    | 1:27.00    |
| 50 km đi bộ | Yusuke Suzuki Nhật Bản (JPN)                                                                                             | 4:04.20        | João Vieira Bồ Đào Nha (POR) | 4:04.59     | Evan Dunfee Canada (CAN)                                                                             | 4:05.02    |
| 4 × 100 m tiếp sức | Bản mẫu:Flaglinkteam Christian Coleman Justin Gatlin Mike Rodgers Noah Lyles Cravon Gillespie*                           | 37.10 WL       | Bản mẫu:Flaglinkteam Adam Gemili Zharnel Hughes Richard Kilty Nethaneel Mitchell-Blake                                                          | 37.36 AR    | Bản mẫu:Flaglinkteam Shuhei Tada Kirara Shiraishi Yoshihide Kiryū Abdul Hakim Sani Brown Yuki Koike* | 37.43 AR   |
| 4 × 400 m tiếp sức | Bản mẫu:Flaglinkteam Fred Kerley Michael Cherry Wil London Rai Benjamin Tyrell Richard* Vernon Norwood* Nathan Strother* | 2:56.69 WL     | Bản mẫu:Flaglinkteam Akeem Bloomfield Nathon Allen Terry Thomas Demish Gaye Javon Francis*                                                      | 2:57.90 SB  | Bản mẫu:Flaglinkteam Jonathan Sacoor Robin Vanderbemden Dylan Borlée Kevin Borlée Julien Watrin*     | 2:58.78 SB |
| WR kỷ lục thế giới \| AR kỷ lục châu lục \| CR kỷ lục giải đấu \| GR kỷ lục đại hội \| NR kỷ lục quốc gia \| OR kỷ lục Olympic \| PB thành tích cá nhân tốt nhất \| SB tốt nhất mùa giải \| WL hàng đầu thế giới (trong một mùa giải nhất định) | |                | |             | |            |

* Các vận động viên chỉ thi đấu ở vòng sơ loại và nhận huy chương.

#### Field
Bản mẫu:Athletics championships navigation
| Sự kiện | Vàng                             | Vàng          | Bạc | Bạc        | Đồng | Đồng            |
| --- | -------------------------------- | ------------- | --- | ---------- | --- | --------------- |
| Nhảy cao | Mutaz Essa Barshim Qatar (QAT)   | 2.37 m WL     | Mikhail Akimenko Bản mẫu:Country data ANA [[Bản mẫu:Country data ANA tại Giải vô địch điền kinh thế giới 2019\|Bản mẫu:Country data ANA]] (ANA) | 2.35 m PB  | Ilya Ivanyuk Bản mẫu:Country data ANA [[Bản mẫu:Country data ANA tại Giải vô địch điền kinh thế giới 2019\|Bản mẫu:Country data ANA]] (ANA) | 2.35 m PB       |
| Nhảy sào | Sam Kendricks Hoa Kỳ (Hoa Kỳ)    | 5.97 m        | Armand Duplantis Thụy Điển (SWE) | 5.97 m     | Piotr Lisek Ba Lan (POL) | 5.87 m          |
| Nhảy xa | Tajay Gayle Jamaica (JAM)        | 8.69 m WL, NR | Jeff Henderson Hoa Kỳ (Hoa Kỳ) | 8.39 m SB  | Juan Miguel Echevarría Cuba (CUB) | 8.34 m          |
| Nhảy xa ba bước | Christian Taylor Hoa Kỳ (Hoa Kỳ) | 17.92 m SB    | Will Claye Hoa Kỳ (Hoa Kỳ) | 17.74 m    | Hugues Fabrice Zango Burkina Faso (BUR) | 17.66 m AR      |
| Đẩy tạ | Joe Kovacs Hoa Kỳ (Hoa Kỳ)       | 22.91 m CR    | Ryan Crouser Hoa Kỳ (Hoa Kỳ) | 22.90 m PB | Thomas Walsh New Zealand (NZL) | 22.90 m AR      |
| Ném đĩa | Daniel Ståhl Thụy Điển (SWE)     | 67.59 m       | Fedrick Dacres Jamaica (JAM) | 66.94 m    | Lukas Weißhaidinger Áo (AUT) | 66.82 m         |
| Ném lao | Anderson Peters Grenada (GRN)    | 86.89 m       | Magnus Kirt Estonia (EST) | 86.21 m    | Johannes Vetter Đức (GER) | 85.37 m         |
| Ném búa | Paweł Fajdek Ba Lan (POL)        | 80.50 m       | Quentin Bigot Pháp (FRA) | 78.19 m SB | Bence Halász Hungary (HUN) Wojciech Nowicki Ba Lan (POL)                                                                                    | 78.18 m 77.69 m |
| WR kỷ lục thế giới \| AR kỷ lục châu lục \| CR kỷ lục giải đấu \| GR kỷ lục đại hội \| NR kỷ lục quốc gia \| OR kỷ lục Olympic \| PB thành tích cá nhân tốt nhất \| SB tốt nhất mùa giải \| WL hàng đầu thế giới (trong một mùa giải nhất định) |                                  |               | |            | |                 |

#### Phối hợp
Bản mẫu:Athletics championships navigation
| Sự kiện | Vàng                  | Vàng    | Bạc                       | Bạc     | Đồng                       | Đồng |
| --- | --------------------- | ------- | ------------------------- | ------- | -------------------------- | ---- |
| Decathlon | Niklas Kaul Đức (GER) | 8691 PB | Maicel Uibo Estonia (EST) | 8604 PB | Damian Warner Canada (CAN) | 8529 |
| WR kỷ lục thế giới \| AR kỷ lục châu lục \| CR kỷ lục giải đấu \| GR kỷ lục đại hội \| NR kỷ lục quốc gia \| OR kỷ lục Olympic \| PB thành tích cá nhân tốt nhất \| SB tốt nhất mùa giải \| WL hàng đầu thế giới (trong một mùa giải nhất định) |                       |         |                           |         |                            |      |

### Nữ

#### Track
Bản mẫu:Athletics championships navigation
| Sự kiện | Vàng | Vàng           | Bạc | Bạc         | Đồng | Đồng        |
| --- | --- | -------------- | --- | ----------- | --- | ----------- |
| 100 m | Shelly-Ann Fraser-Pryce Jamaica (JAM) | 10.71 WL       | Dina Asher-Smith Anh Quốc (GBR)                                                                                                   | 10.83 NR    | Marie-Josée Ta Lou Bờ Biển Ngà (CIV)                                                                            | 10.90       |
| 200 m | Dina Asher-Smith Anh Quốc (GBR) | 21.88 NR       | Brittany Brown Hoa Kỳ (Hoa Kỳ) | 22.22 PB    | Mujinga Kambundji Thụy Sĩ (SUI)                                                                                 | 22.51       |
| 400 m | Salwa Eid Naser Bahrain (BHR) | 48.14 AR, WL   | Shaunae Miller-Uibo Bahamas (BAH)                                                                                                 | 48.37 AR    | Shericka Jackson Jamaica (JAM)                                                                                  | 49.47 PB    |
| 800 m | Halimah Nakaayi Uganda (UGA) | 1:58.04 NR     | Raevyn Rogers Hoa Kỳ (Hoa Kỳ) | 1:58.18 SB  | Ajeé Wilson Hoa Kỳ (Hoa Kỳ)                                                                                     | 1:58.84     |
| 1500 m | Sifan Hassan Hà Lan (NED) | 3:51.95 CR, AR | Faith Kipyegon Kenya (KEN) | 3:54.22 NR  | Gudaf Tsegay Ethiopia (ETH)                                                                                     | 3:54.38 PB  |
| 5000 m | Hellen Obiri Kenya (KEN) | 14:26.72 CR    | Margaret Chelimo Kipkemboi Kenya (KEN)                                                                                            | 14:27.49 PB | Konstanze Klosterhalfen Đức (GER)                                                                               | 14:28.43    |
| 10,000 m | Sifan Hassan Hà Lan (NED) | 30:17.62 WL    | Letesenbet Gidey Ethiopia (ETH)                                                                                                   | 30:21.23 PB | Agnes Jebet Tirop Kenya (KEN)                                                                                   | 30:25.20 PB |
| Marathon | Ruth Chepngetich Kenya (KEN) | 2:32.43        | Rose Chelimo Bahrain (BHR) | 2:33.46     | Helalia Johannes Namibia (NAM)                                                                                  | 2:34.15     |
| 100 m vượt rào | Nia Ali Hoa Kỳ (Hoa Kỳ) | 12.34 PB       | Kendra Harrison Hoa Kỳ (Hoa Kỳ)                                                                                                   | 12.46       | Danielle Williams Jamaica (JAM)                                                                                 | 12.47       |
| 400 m vượt rào | Dalilah Muhammad Hoa Kỳ (Hoa Kỳ) | 52.16 WR       | Sydney McLaughlin Hoa Kỳ (Hoa Kỳ)                                                                                                 | 52.23 PB    | Rushell Clayton Jamaica (JAM)                                                                                   | 53.74 PB    |
| 3000 m vượt dốc | Beatrice Chepkoech Kenya (KEN) | 8:57.84 CR     | Emma Coburn Hoa Kỳ (Hoa Kỳ) | 9:02.35 PB  | Gesa Felicitas Krause Đức (GER)                                                                                 | 9:03.30 NR  |
| 20 km đi bộ | Liu Hong Trung Quốc (CHN) | 1:32.53        | Qieyang Shenjie Trung Quốc (CHN)                                                                                                  | 1:33.10     | Yang Liujing Trung Quốc (CHN)                                                                                   | 1:33.17     |
| 50 km đi bộ | Liang Rui Trung Quốc (CHN) | 4:23.26        | Li Maocuo Trung Quốc (CHN) | 4:26.40     | Eleonora Giorgi Ý (ITA)                                                                                         | 4:29.13     |
| 4 × 100 m tiếp sức | Bản mẫu:Flaglinkteam Natalliah Whyte Shelly-Ann Fraser-Pryce Jonielle Smith Shericka Jackson Natasha Morrison*                                         | 41.44 WL       | Bản mẫu:Flaglinkteam Asha Philip Dina Asher-Smith Ashleigh Nelson Daryll Neita Imani-Lara Lansiquot*                              | 41.85 SB    | Bản mẫu:Flaglinkteam Dezerea Bryant Teahna Daniels Morolake Akinosun Kiara Parker                               | 42.10 SB    |
| 4 × 400 m tiếp sức | Bản mẫu:Flaglinkteam Phyllis Francis Sydney McLaughlin Dalilah Muhammad Wadeline Jonathas Jessica Beard* Allyson Felix* Kendall Ellis* Courtney Okolo* | 3:18.92 WL     | Bản mẫu:Flaglinkteam Iga Baumgart-Witan Patrycja Wyciszkiewicz Małgorzata Hołub-Kowalik Justyna Święty-Ersetic Anna Kiełbasińska* | 3:21.89 NR  | Bản mẫu:Flaglinkteam Anastasia Le-Roy Tiffany James Stephenie Ann McPherson Shericka Jackson Roneisha McGregor* | 3:22.37 SB  |
| WR kỷ lục thế giới \| AR kỷ lục châu lục \| CR kỷ lục giải đấu \| GR kỷ lục đại hội \| NR kỷ lục quốc gia \| OR kỷ lục Olympic \| PB thành tích cá nhân tốt nhất \| SB tốt nhất mùa giải \| WL hàng đầu thế giới (trong một mùa giải nhất định) | |                | |             | |             |

* Các vận động viên chỉ thi đấu ở vòng sơ loại và nhận huy chương.

#### Field
Bản mẫu:Athletics championships navigation
| Sự kiện | Vàng | Vàng          | Bạc                                 | Bạc          | Đồng                              | Đồng      |
| --- | --- | ------------- | ----------------------------------- | ------------ | --------------------------------- | --------- |
| Nhảy cao | Mariya Lasitskene Bản mẫu:Country data ANA [[Bản mẫu:Country data ANA tại Giải vô địch điền kinh thế giới 2019\|Bản mẫu:Country data ANA]] (ANA)  | 2.04 m        | Yaroslava Mahuchikh Ukraina (UKR)   | 2.04 m WU20R | Vashti Cunningham Hoa Kỳ (Hoa Kỳ) | 2.00 m PB |
| Nhảy sào | Anzhelika Sidorova Bản mẫu:Country data ANA [[Bản mẫu:Country data ANA tại Giải vô địch điền kinh thế giới 2019\|Bản mẫu:Country data ANA]] (ANA) | 4.95 m WL, PB | Sandi Morris Hoa Kỳ (Hoa Kỳ)        | 4.90 m       | Katerina Stefanidi Hy Lạp (GRE)   | 4.85 m    |
| Nhảy xa | Malaika Mihambo Đức (GER) | 7.30 m WL, PB | Maryna Bekh-Romanchuk Ukraina (UKR) | 6.92 m SB    | Ese Brume Nigeria (NGR)           | 6.91 m    |
| Nhảy xa ba bước | Yulimar Rojas Venezuela (VEN) | 15.37 m       | Shanieka Ricketts Jamaica (JAM)     | 14.92 m      | Caterine Ibargüen Colombia (COL)  | 14.73 m   |
| Đẩy tạ | Gong Lijiao Trung Quốc (CHN) | 19.55 m       | Danniel Thomas-Dodd Jamaica (JAM)   | 19.47 m      | Christina Schwanitz Đức (GER)     | 19.17 m   |
| Ném đĩa | Yaime Pérez Cuba (CUB) | 69.17 m       | Denia Caballero Cuba (CUB)          | 68.44 m      | Sandra Perković Croatia (CRO)     | 66.72 m   |
| Ném búa | DeAnna Price Hoa Kỳ (Hoa Kỳ) | 77.54 m       | Joanna Fiodorow Ba Lan (POL)        | 76.35 m PB   | Wang Zheng Trung Quốc (CHN)       | 74.76 m   |
| Ném lao | Kelsey-Lee Barber Úc (AUS) | 66.56 m       | Liu Shiying Trung Quốc (CHN)        | 65.88 m SB   | Lü Huihui Trung Quốc (CHN)        | 65.49 m   |
| WR kỷ lục thế giới \| AR kỷ lục châu lục \| CR kỷ lục giải đấu \| GR kỷ lục đại hội \| NR kỷ lục quốc gia \| OR kỷ lục Olympic \| PB thành tích cá nhân tốt nhất \| SB tốt nhất mùa giải \| WL hàng đầu thế giới (trong một mùa giải nhất định) | |               |                                     |              |                                   |           |

#### Phối hợp
Bản mẫu:Athletics championships navigation
| Sự kiện | Vàng                                     | Vàng        | Bạc                       | Bạc  | Đồng                    | Đồng |
| --- | ---------------------------------------- | ----------- | ------------------------- | ---- | ----------------------- | ---- |
| Heptathlon | Katarina Johnson-Thompson Anh Quốc (GBR) | 6981 WL, NR | Nafissatou Thiam Bỉ (BEL) | 6677 | Verena Preiner Áo (AUT) | 6560 |
| WR kỷ lục thế giới \| AR kỷ lục châu lục \| CR kỷ lục giải đấu \| GR kỷ lục đại hội \| NR kỷ lục quốc gia \| OR kỷ lục Olympic \| PB thành tích cá nhân tốt nhất \| SB tốt nhất mùa giải \| WL hàng đầu thế giới (trong một mùa giải nhất định) |                                          |             |                           |      |                         |      |

### Hỗn hợp
| Sự kiện            | Vàng | Vàng       | Bạc                                                                                              | Bạc        | Đồng                                                                             | Đồng       |
| ------------------ | --- | ---------- | ------------------------------------------------------------------------------------------------ | ---------- | -------------------------------------------------------------------------------- | ---------- |
| 4 × 400 m tiếp sức | Bản mẫu:Flaglinkteam Wil London Allyson Felix Courtney Okolo Michael Cherry Tyrell Richard* Jessica Beard* Jasmine Blocker* Obi Igbokwe* | 3:09.34 WR | Bản mẫu:Flaglinkteam Nathon Allen Roneisha McGregor Tiffany James Javon Francis Janieve Russell* | 3:11.78 NR | Bản mẫu:Flaglinkteam Musa Isah Aminat Jamal Salwa Eid Naser Abbas Abubakar Abbas | 3:11.82 AR |

* Các vận động viên chỉ thi đấu ở vòng sơ loại và nhận huy chương.